# Хомстед (Флорида)
Хо́мстед (англ. Homestead) — город в округе Майами-Дейд, штат Флорида, США.

## Этимология
Название Хомстед связано с Законом о гомстедах, принятом в США в 1863 году. При строительстве железной дороги Florida East Coast Railway в 1905—1906 годах место, где ныне стоит город, использовалось как крайний лагерь строителей и склад оборудования и запчастей на материке: далее она должна была продлиться на острова до Ки-Уэста. Эта местность не имела названия, но чтобы хоть как-то можно было обозначать её на карте, картографы дали ей имя Homestead Country, или сокращённо Homestead, так как именно в это время сюда началось переселение людей, которым за небольшую плату выдавали землю под фермерские участки (Homestead Acts).

## География, климат
Центр Хомстеда находится примерно в 14 километрах от океана, вплотную примыкая к городкам Флорида-Сити и Лежер-Сити. Площадь Хомстеда составляет 37,2 км², из которых 0,2 км² (0,63 %) занимают открытые водные пространства. Город обслуживает аэропорт Homestead General Aviation Airport, расположенный в 7 километрах. Через город проходят автомагистрали SR 997 и Homestead Extension of Florida's Turnpike. Из Хомстеда легко добраться до национальных парков Бискейн и Эверглейдс.
Хомстед находится в зоне муссонного климата, отличающегося жарким и влажным летом, тёплой зимой и большой частотой появления ураганов. Максимальная температура в городе была зафиксирована 21 июля 1942 года и составила 38°С. Минимальная — 13 декабря 1934 года и составила −3°С. Сезон дождей продолжается с середины мая до начала октября. Выпадение снега было зафиксировано лишь один раз: 20 января 1977 года. Всего за год в среднем выпадает 1478 мм осадков, самый дождливый месяц — июнь (242 мм), самый сухой — декабрь (41 мм).

## История
В 1898 году южная часть Флориды открылась для переселенцев. В 1904 году промышленник Генри Флаглер решил продлить железную дорогу Florida East Coast Railway на юг вплоть до Ки-Уэста. В 1906 году на месте будущего города расположился лагерь строителей этой дороги, а уже в следующем году в этом поселении открылась первая школа. В 1909 году открылись две церкви: баптистская и методистская, а в 1912 году — первый банк. В 1913 году поселение было инкорпорировано, имея 121 жителя (28 имеющих право голоса). В 1923 году Хомстед получил статус города (city). В 1942 году неподалёку от города заработала военно-воздушная база Homestead Air Reserve Base. В 1962 году в свете Карибского кризиса возле города были оборудованы три точки пуска ракет. В 1972 году в 8 километрах от границ города начала работу ядерная станция Тарки-Пойнт. В 1992 году город сильно пострадал от прямого удара урагана Эндрю: на полное восстановление Хомстеду понадобилось не менее пяти лет. В 1993 году на территории города был заложен автодром Homestead-Miami Speedway, а в ноябре 1995 года там прошла первая гонка.

## Демография
По данным 2000 года 51,1 % населения Хомстеда в качестве домашнего языка общения использовали испанский, 43,22 % — английский и 4,72 % — креольские языки. По предварительным оценкам 2012 года в Хомстеде проживали 63 190 человек (50,4 % мужчин и 49,6 % женщин). Средний возраст жителя — 29,1 лет. Доход на душу населения — 15 899 долларов в год.
| Расовый состав (2010) - белые — 66,9 % - негры и афроамериканцы — 20,4 % - азиаты — 1,2 % - коренные американцы — 0,4 % - уроженцы тихоокеанских островов и Гавайев — 0,1 % - прочие расы — 7,2 % - смешанные расы — 3,8 % - латиноамериканцы (любой расы) — 62,9 % | Перепись населения Год переписи Нас. %± 1920 1307 — 1930 2319 77,4% 1940 3154 36% 1950 4573 45% 1960 9152 100,1% 1970 13674 49,4% 1980 20668 51,1% 1990 26866 30% 2000 31909 18,8% 2010 60512 89,6% 2020 80737 33,4% |  |        |
| Год переписи | Нас. |  | %±     |
| 1920 | 1307 |  | —      |
| 1930 | 2319 |  | 77,4%  |
| 1940 | 3154 |  | 36%    |
| 1950 | 4573 |  | 45%    |
| 1960 | 9152 |  | 100,1% |
| 1970 | 13674 |  | 49,4%  |
| 1980 | 20668 |  | 51,1%  |
| 1990 | 26866 |  | 30%    |
| 2000 | 31909 |  | 18,8%  |
| 2010 | 60512 |  | 89,6%  |
| 2020 | 80737 |  | 33,4%  |

## Достопримечательности
Главной достопримечательностью Хомстеда является Коралловый замок, который строился на протяжении почти трёх десятилетий одним-единственным человеком. До сих пор нет полной ясности, как ему удавалось обрабатывать и перемещать многотонные глыбы.
- Библиотека Лили Лоуренс Боу
- Пекарня Фачс
- Кафе-гостиница «Семинол»

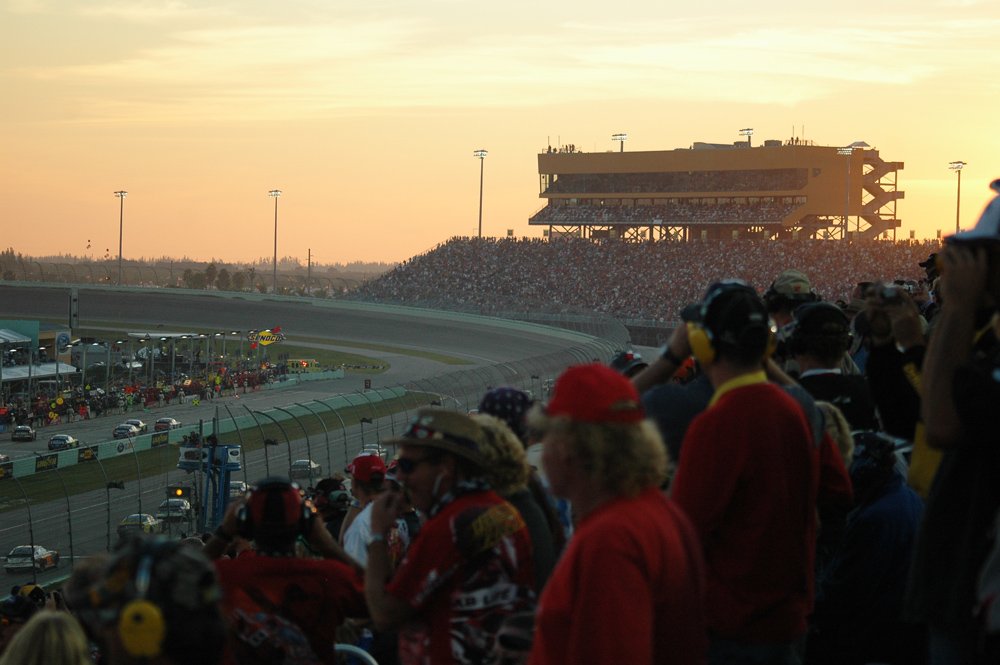
С 1996 года в городе проводится гонка Cafés do Brasil Indy 300
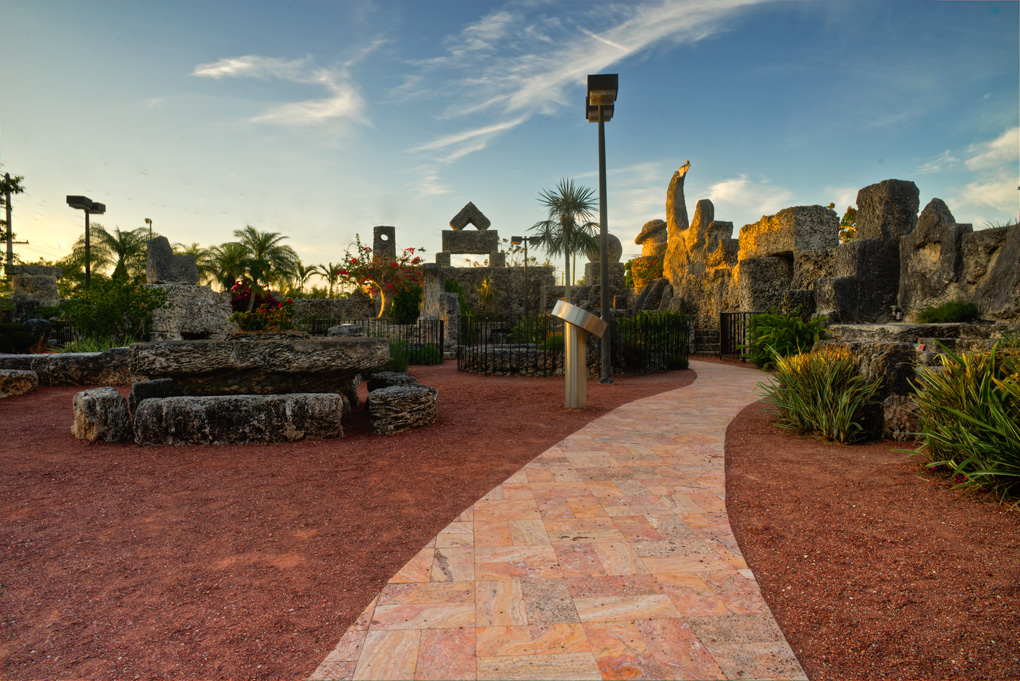
Коралловый замок
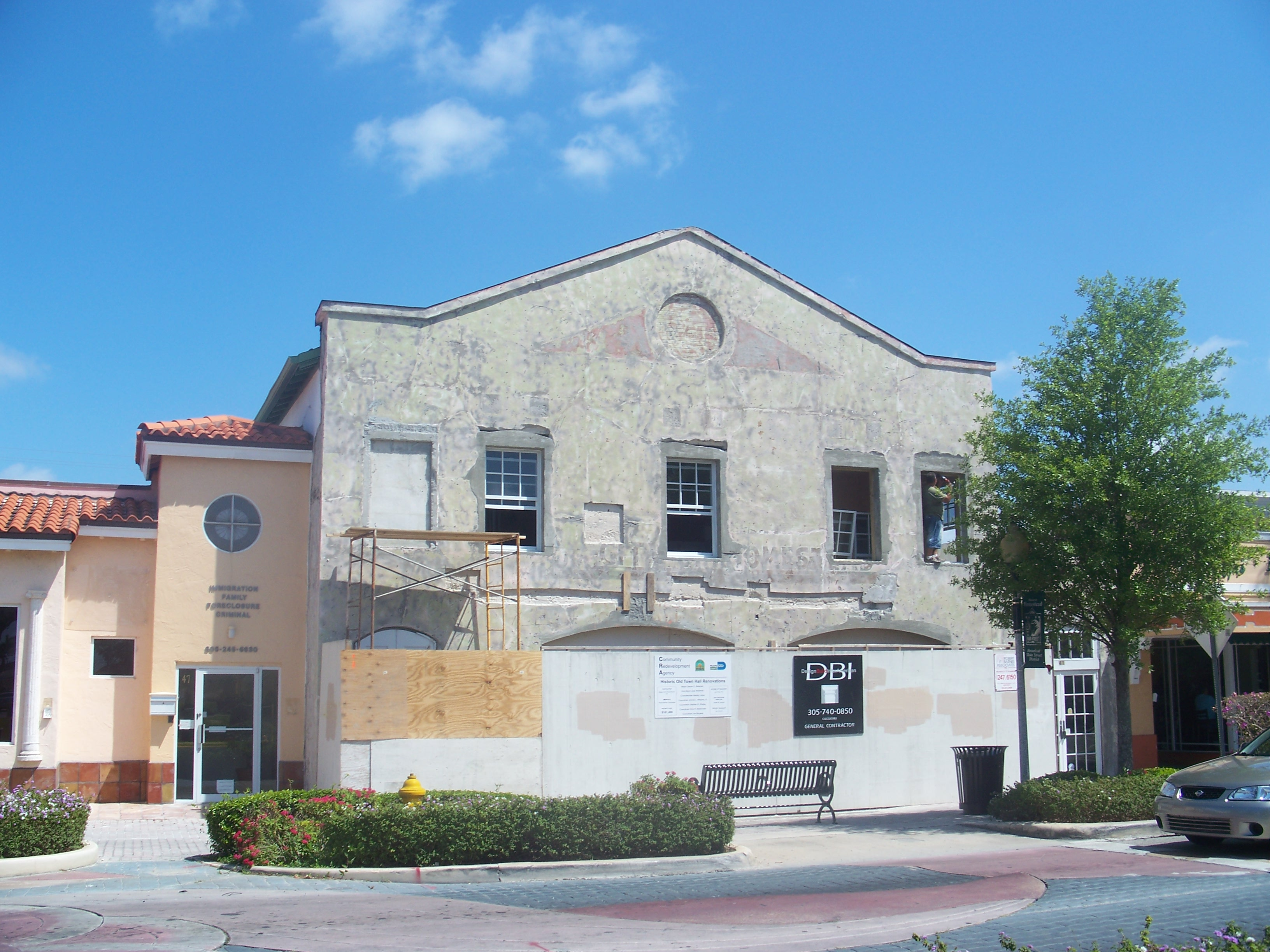
Бывшая мэрия
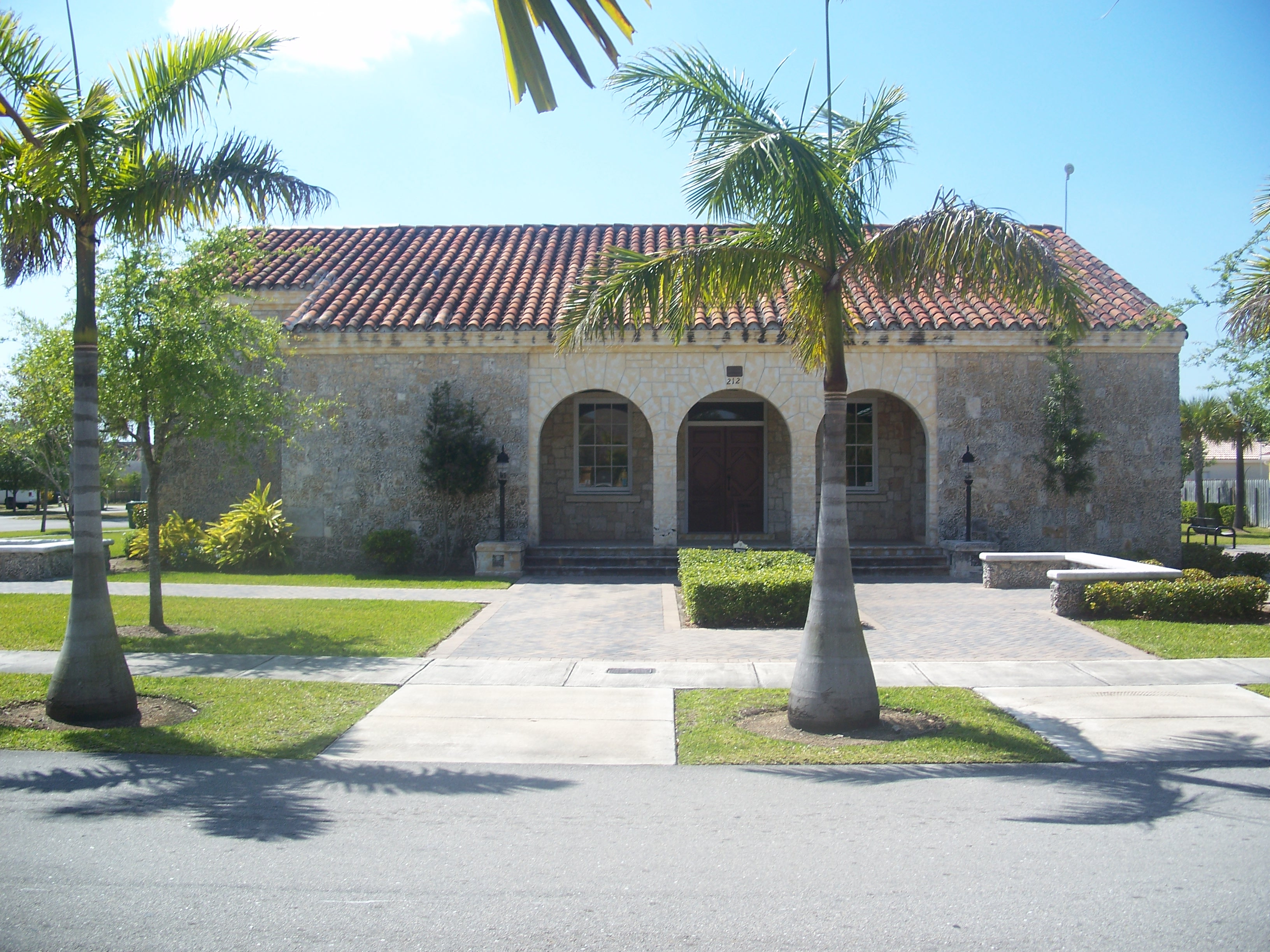
Библиотека Лили Лоуренс Боу